# Kaansoo
Koordinaten: 58° 35′ N, 25° 12′ O

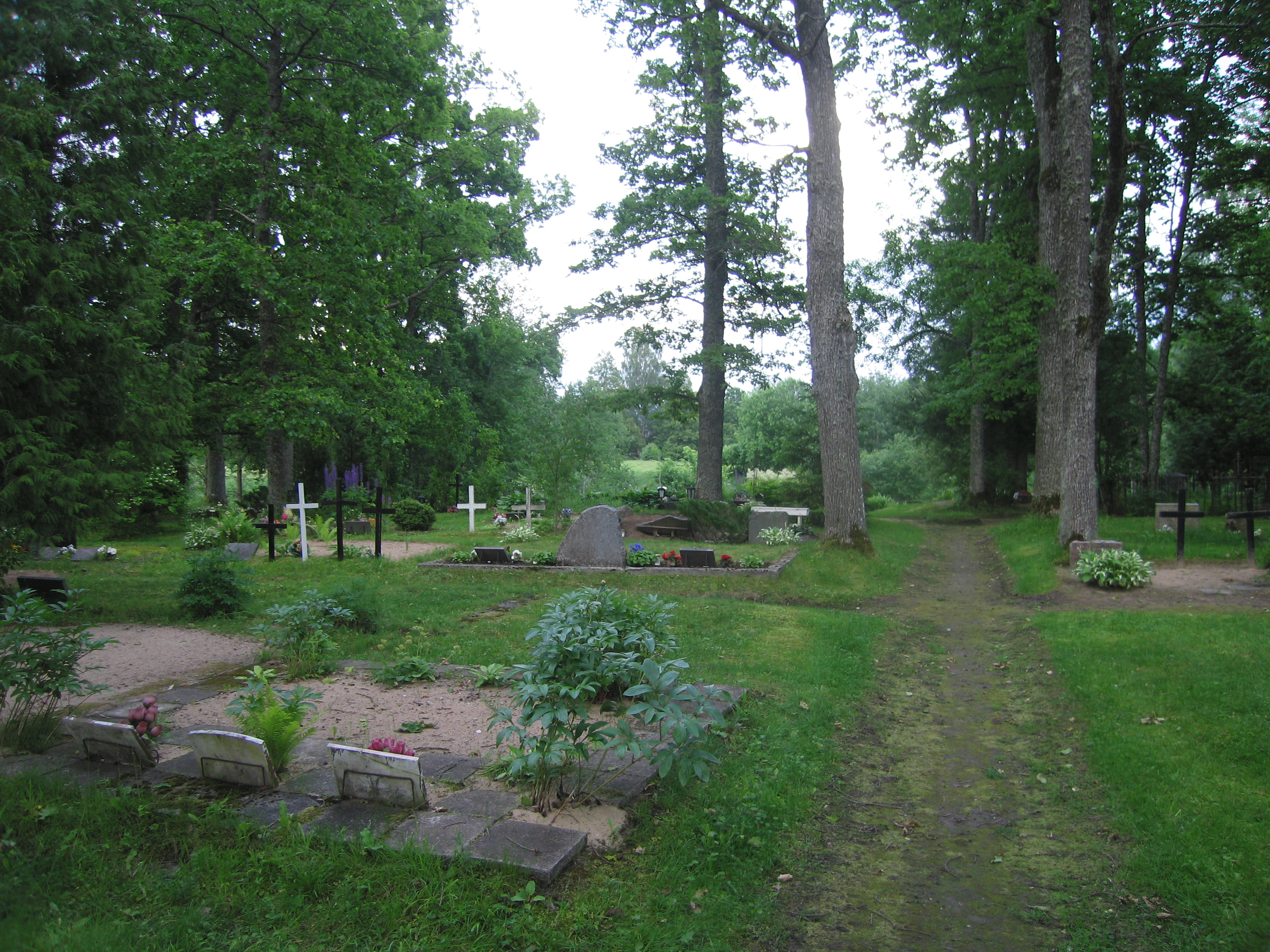
Friedhof von Kaansoo

Kaansoo ist ein Dorf in der Landgemeinde Põhja-Pärnumaa (bis 2017: Landgemeinde Vändra) im Kreis Pärnu, Estland. Im Jahr 2013 lebten in Kaansoo 112 Einwohner.